# Bairdiocopina
Bairdiocopina is een onderorde van kreeftachtigen uit de klasse van de Ostracoda (mosselkreeftjes).

## Taxonomie

### Infraorde
- Rishonidae †

### Superfamilies
- Bairdiocypridoidea Shaver, 1961 †
- Bairdioidea Sars, 1865

Er is nog onduidelijkheid over de taxonomische indeling van onderstaande geslachten ('incertae sedis').
- Abrobairdia Chen, 1982 †
- Acratina Egorov, 1953 †
- Bekena Gibson, 1955 †
- Eobekena Abushik, 1971 †
- Pachydomella Ulrich, 1891 †
- Paraspinobairdia Kozur, 1985 †
- Phanassymetria Roth, 1929 †
- Spinobairdia Morris & Hill, 1952 †